# السيراتوبسات الضئيلة
السيراتوپسات الضئيلة (الاسم العلمي: Leptoceratopsidae)، وهي فصيلة منقرضة من ديناصورات السيراتوپسيَّات الحديثة التي كانت تعيش في آسيا، وأمريكا الشمالية وأوروبا. وهي شبيهة ومرتبطة ارتباطًا وثيقًا بالسيراتوپسيَّات الحديثة الأخرى، مثل فصيلتي السيراتوبسات الأولية والسيراتوبسات، لكنها أكثر بدائية وأصغر بشكل عام.